# William Bures
Wilhelm de Bures, fr. Guillaume I de Bures – w latach 1123–1141 – konetabl, w latach 1123–1124 – regent Królestwa Jerozolimskiego, w latach 1120–1141 książę Galilei.
Pochodził z Bures-sur-Yvette, w Ile-de-France. Do Królestwa Jerozolimskiego przybył przed 1115 razem z bratem Godfrydem (Godefroy). Obaj byli wasalami Joscelina I, hrabiego Edessy.
W 1119 obaj brali udział w wyprawie na terytorium tureckie i przeprawie przez rzekę Jordan – Gotfryd zginął. W 1120 William został mianowany księciem Galilei. Kiedy w 1122 zmarł Eustachy Grenier, a król Baldwin II z Le Bourg nadal znajdował się w niewoli, Wilhelm został konetablem i regentem Jerozolimy. W latach 1127–1128 został razem z Hugonem de Payns wysłany do Francji – ich zdaniem było znaleźć męża dla następczyni tronu, córki Baldwina II – Melisandy.
William zmarł bezdzietnie. Jego następcą w Galillei został jego bratanek – Elinard de Bures, syn Godfryda.